# Игнатьев, Григорий Григорьевич
Генерал-майор Григорий Григорьевич Игнатьев (11 сентября 1846 — 1914) — исследователь и изобретатель в сфере телеграфной и телефонной связи.

## Биография
Григорий Григорьевич Игнатьев родился 11 сентября 1846 года. Родом из потомственных дворян Полтавской губернии.
Окончил Воронежский кадетский корпус. В августе 1863 года начал военную службу юнкером в 3-м Александровском военном училище. В 1864 году возведён в звание старшего портупей-юнкера. 
В октябре 1865 года переведён в Николаевское инженерное училище (Москва). В августе 1866 года произведён в подпоручики.
В конце 1870 года поручика Игнатьева перевели в 5-й (позже переименованный в 7-й) военно-телеграфный парк на должность «обучающего» в школе при данном парке. Занимался военными учениями в полях, налаживанием системы связи, имитируя новые места дислокации. 
В марте 1876 года был командирован на два месяца в Тифлис для организации при Кавказской сапёрной бригаде военно-телеграфного парка.
Участвовал в русско-турецкой войне 1877—1878 гг. В августе 1877 года принимал личное участие в сражении у Аблавы, руководя телеграфной станцией, бывшей на позиции, под неприятельским огнём. 
С августа 1878 по февраль 1879 г., будучи штабс-капитаном, занимал должность командующего военно-телеграфным парком. После возвращения в Киев во второй половине 1879 года и до 1891 года не занимал командных должностей, что позволяло уделять время исследованиям в сфере связи.

## История изобретения
Первые телефонные линии создавались на основе трудов А. Г. Белла, получившего патент в 1876 году. Коммуникации были по воздуху. Связь реализовалась лишь на небольшие расстояния. Необходимо было совершенствование изобретения. В различных странах проводились исследования по увеличению дальности связи. 
Стояла задача создать системы телефонных и микрофонных аппаратов для передачи голоса по уже существовавшим телеграфным линиям связи. Над решением данной задачи одновременно и независимо друг от друга трудилось множество изобретателей. Первыми стали русский военный телеграфист Григорий Григорьевич Игнатьев и бельгиец Франсуа ван Риссельберг.
В книге Г.И. Головина и С.Л. Эпштейна отмечается более раннее время работ Игнатьева по сравнению с бельгийцем, но при этом бо́льшую известность получили труды и изобретения Риссельберга, которые широко распространились во множестве европейских стран.
Риссельберг начал опыты телеграфирования и телефонирования по одному проводу между Брюссельской обсерваторией и метеорологической станцией в Остенде в 1880 году. Сведения о начале работ Игнатьева относятся к 1878 году. 
Некоторые считают маловероятным, что Игнатьев имел возможность заниматься опытами, участвуя в 1877—1879 гг. в военных кампаниях, заграничных походах, после которых имел двухмесячный отпуск, с 19 января по 19 марта 1880 года. Исследователи не исключают, что изобретатель трудился именно в отпуске. 
29 марта 1880 года, через несколько дней после завершения отпуска, в присутствии М.П. Авенариуса и других учёных-физиков в Киевском университете состоялась публичная демонстрация опытов Игнатьева.
Независимо от даты первой успешной реализации технологии, Игнатьев имеет приоритет по сравнению с Риссельбергом, как минимум в несколько месяцев. 
Идея реализации технологии родилась примерно в одно и тоже время, независимо, в России и в Бельгии. Риссельберг не знал о работах Игнатьева. Игнатьев узнал о системе Риссельберга лишь когда она уже была внедрена. 
Технические решения Игнатьева и Риссельберга отличались. В отличие от Игнатьева, остановившегося на начальной стадии, Риссельберг в 1882 году оформил патент на изобретение, наладил сотрудничество с правительством Бельгии, что помогло реализовать междугородные и международные телеграфные линии, организовал производство. 
Риссельберг организовал совместно с бельгийским электротехником Ш. Мурлоном компанию. 26 сентября 1884 года система была введена в эксплуатацию для всеобщего пользования на телеграфной линии между Брюсселем и Антверпеном.
В Российской империи Игнатьев не подавал документы на регистрацию изобретения. Опыты, проводившиеся на военной службе, официально не протоколировались, а первая публикация в научно-техническом издании появилась спустя восемь лет после начала работ, в 1889 году в «Инженерном журнале» под названием «Одновременное телеграфирование и телефонирование по одному и тому же проводу» .